# Amata albertiana
Amata albertiana är en fjärilsart som beskrevs av Obraztsov 1966. Amata albertiana ingår i släktet Amata och familjen björnspinnare. Inga underarter finns listade i Catalogue of Life.